# Apicia venusta
Apicia venusta là một loài bướm đêm trong họ Geometridae.